# Відтяжка шкотового кута

Відтяжка шкотового кута (позначена цифрою 6)

Відтяжка шкотового кута — снасть рухомого такелажу, призначена для кріплення шкотового кута косого вітрила (бермудського, гафельного) до гіка і натягання його нижньої шкаторини. Як правило, споряджається блоком і кріпиться ходовим кінцем за качку, встановлену на гіку ближче до щогли.
Відтяжка травиться, коли треба забезпечити повнішу серпоподібність нижньої шкаторини вітрила, і вибирається, коли треба зменшити серпоподібність. Залежно від вітру, це збільшить чи зменшить швидкість вітрильника.
Суднобудівельник і вітрильний теоретик Френк Бетвейт радив споряджати відтяжку шкотового кута, разом з іншими снастями керування вітрилом, вузлами, а на гіку робити позначки, що відповідають швидкостям вітру.